# Park Zofiówka w Humaniu
Zofiówka także Sofijówka obecnie też Park w Zofiówce (ukr. Софіївський парк, Sofijiwśkyj park) – park o charakterze krajobrazowym położony w Humaniu nad jarem rzeki Kamionki, obecnie na terytorium Ukrainy.
W 2000 roku park został wpisany na ukraińską listę informacyjną UNESCO – listę obiektów, które Ukraina zamierza rozpatrzyć do zgłoszenia do wpisu na listę światowego dziedzictwa UNESCO.

## Historia
Park został założony w 1796 roku przez Stanisława Szczęsnego Potockiego dla żony Zofii Potockiej i nazwany na jej cześć „Sofijówką” (od imienia). Przed rozpoczęciem prac miejsce to było niemal bezdrzewne. Założenie parkowe kosztowało 20 milionów ówczesnych złotych, co stanowiło kolosalny wydatek na ówczesne czasy. Budowa trwała 9 lat i zakończyła się w 1802 roku. Projektant i wykonawca – polski inżynier wojskowy Ludwik Metzell zgromadził florę z wielu zakątków Europy (m.in. posadzono 512 gatunków drzew z całego świata). 
Prace polegały na zmianie ukształtowania terenu, co wiązało się z przemieszczeniem olbrzymich mas ziemi oraz potężnych bloków kamiennych, które potrzebne były do stworzenia rumowisk skalnych i grot. Z kamiennymi kompozycjami współgrał przemyślny system wodny, ponieważ niezbyt wielka ilość wody, jaką dostarczała Kamionka, musiała zostać odpowiednio skumulowana, aby zapewnić właściwe działanie wodnych atrakcji. Wykopano dwa duże stawy i dzięki przegrodzeniu tamami jaru Kamionki powstały dwa zbiorniki wodne, a dzielące je różnice poziomów, regulowane przez śluzy, pozwalały na stworzenie wodotrysków, kaskad i wodospadów.
Całość została skomponowana przestrzennie w stylu romantycznym. W trakcie budowy wykopano dwa wielkie sztuczne stawy (dolny i górny), które połączono kaskadą rzeki Kamionki, natomiast pod ziemią oba stawy łączy 224-metrowy kanał ze śluzą Amsterdamską (podwodna rzeka zwana jest „Rzeką Styks”), którędy do dziś pływają łodzie, obwożąc turystów. Na dolnym stawie utworzono wyspę, na której wybudowano największy w Europie wodotrysk (fontanna „Żmija”). Do stawu spadał wodospad o wysokości 23 metrów. Park zajmował obszar 160 hektarów. Na jego terenie wzniesiono ponad 60 różnego rodzaju dzieł architektury parkowej: sztuczne groty, altany, mostki, pawilony, obeliski oraz rzeźby i popiersia, w większości nawiązujące do mitologii greckiej i rzymskiej, a pochodzące w części z pracowni we Włoszech i Grecji:
- Amfiteatr, stylizowany na starożytny;
- Skała Leukadyjska (nawiązująca do legendy o starożytnej poetce Safonie), na której szczycie ukształtowano z kamieni taras widokowy zwany Belwederem;
- Labirynt Kreteński (nawiązujący do mitycznego labiryntu w Knossos, w którym miał być więziony Minotaur);
- Skała Tarpejska (nawiązująca do urwiska na rzymskim Kapitolu) z późniejszą altanką
- Pola Elizejskie (kraina szczęśliwości, Elizjum w mitologii greckiej) z postumentem z wazą, na którym pierwotnie umieszczono wiersz autorstwa Szczęsnego, Płyń strumyku szybkim biegiem, Te na zawsze rzucaj cienie, Z kwiecistym się żegnaj brzegiem, Skropić dzikie śpiesz kamienie, Tak szczęśliwy dzień uchodzi, Choć zbyt rzadki dla człowieka, Ledwo się go ujrzeć godzi, Tylko błyśnie i ucieka. Później wazę zastąpiono wykonanym z brązu popiersiem Stanisława Trembeckiego;
- w zakolu Dolnego Stawu, utworzono plateau, zwane Reunionem (czyli Placem Zebrań). Na jego środku uformowano niewielki kolisty zbiornik wodny, noszący nazwę Stawu Rybki, a w nim ustawiono potężną granitową misę, wyciosaną z jednego bloku granitu, wypełnioną kwiatami. Plac ten pomyślany został jako dogodne miejsce do podziwiania Wielkiego Wodospadu;
- Zmarłe dzieci Zofii i Szczęsnego upamiętniał także niewielki wodospad zwany Trzema Łzami oraz kamienna Złamana Kolumna;
- Obok wodospadu koryto Kamionki zostało przegrodzone rumowiskiem skalnym, noszącym nazwę Doliny Gigantów;
- Pośrodku górnego stawu utworzono sztuczną wyspę zwaną Anti-Circe (w nawiązaniu do postaci mitycznej Kirke, też Wyspą Miłości lub Wyspą Topolową);
- Źródło Wężowe (Źródło Hippokrene - jak mityczne źródło w Beocji) koło Groty Krynica;
- Groty: Łokietka, Strachu i Zwątpienia, Thetydion (Grota Wenus), Grota Zwierciadła Diany (Krynica), Grota Kalipso (zwaną także Grotą Grzmotów lub Grotą Lwów) z dwuwierszem Potockiego: Strać tutaj pamięć nieszczęść, a szczęścia przyjm wieszcze, A jeśliś jest szczęśliwy, bądź szczęśliwszym jeszcze[3].

Rośliny do parku zostały sprowadzone z Turcji i Egiptu, a ptaki z Ameryki. O park dbało 200 ogrodników. Zespół parkowy stanowił jeden z najwspanialszych w Europie parków krajobrazowych. Na polecenie Potockiego Stanisław Trembecki napisał poemat Sofiówka, w którym lirycznie oddał piękno parku. O parku pisali także Jan Ursyn Niemcewicz i Augustyn de Lagarde.
Po śmierci Szczęsnego w 1805 roku prace w Zofiówce uległy spowolnieniu. Zaniechano wtedy także budowy domu mieszkalnego oraz grobowca w kształcie piramidy. Po śmierci Zofii Potockiej w 1822 roku, w wyniku działów spadkowych, Humań i Zofiówka przypadły synowi Szczęsnego Aleksandrowi Potockiemu. Jego antyrosyjska postawa zaowocowała ustawieniem w ogrodzie dwóch pomników: Tadeusza Kościuszki na Górce Kaukaskiej i księcia Józefa Poniatowskiego na Polach Elizejskich. Za udział w powstaniu listopadowym Aleksandra Potockiego, car Rosji Mikołaj I obłożył w 1831 roku dobra humańskie wraz z Zofiówką najpierw sekwestrem, a następnie w 1832 roku je skonfiskował.  
W 1836 roku Zofiówka przeszła pod administrację rosyjskiego Zarządu Kolonii Wojskowych. Po tym okresie zaczęto dodawać nowe budowle, zmieniając charakter parku, który miał mieć wg pierwotnych zamierzeń Potockiego charakter naturalny i sugerujący powstanie bez ingerencji człowieka. W 1841 roku wybudowano Pawilon Chiński oraz altanę zwaną Grzybkiem. W 1842 roku rozpoczęto budowę klasycystycznego Pawilonu Flory i Pawilonu Różowego na wyspie Anti-Circe oraz bramy wjazdowej z dwoma pawilonami odźwiernych. W tym czasie usunięto z parku pomniki Tadeusza Kościuszki i Józefa Poniatowskiego, a na miejscu pierwszego z tych monumentów na Kaukaskiej Górce ustawiono brązowe popiersie carycy Aleksandry.
Zrabowany ogród stanowił własność Mikołaja I do roku 1860, kiedy to całe założenie przekazano przeniesionej tu z Odessy w 1858 roku szkole ogrodniczej, jako Humański Ogród Głównej Szkoły Ogrodnictwa. Został udostępniony dla odwiedzających. Mieczysław Orłowicz w wydanym w 1914 r. Przewodniku po ziemiach dawnej Polski, Litwy i Rusi podawał: "...słynny ogród Zofijówka, założony w końcu XVIII wieku przez Szczęsnego Potockiego, dla jego żony Zofii, opiewany przez Trembeckiego (...) Zwiedzać najlepiej w święta lub niedziele, gdy są puszczone wodotryski."
W 1923 roku dokonano zmiany nazwy Zofiówki na Park Trzeciej Międzynarodówki. W 1945 roku założenie otrzymało oficjalną nazwę Państwowy Rezerwat "Zofiówka". W 1955 roku Zofiówka przeszła pod zarząd Akademii Nauk Ukrainy. Trzy lata później obszar parku został powiększony o około 15 ha, a następnie w 1972 roku o kolejne 5 ha, co dało łączną powierzchnię 153,7 ha.  
Obecnie Zofiówka utrzymana jest w stosunkowo dobrym stanie i odwiedzana przez turystów.

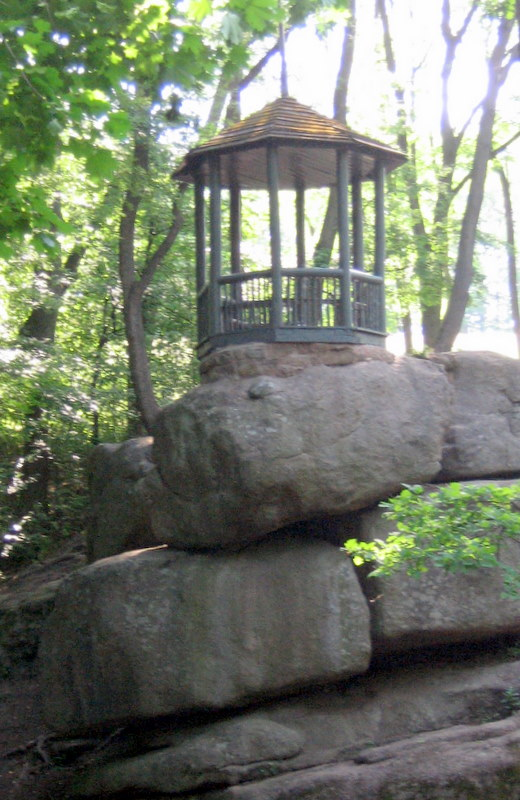
Skała Tarpejska
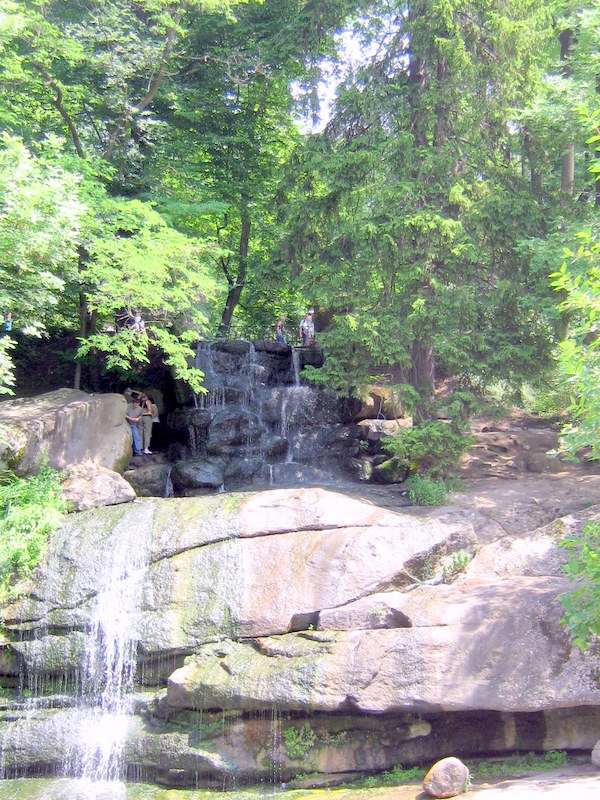
Wielki Wodospad
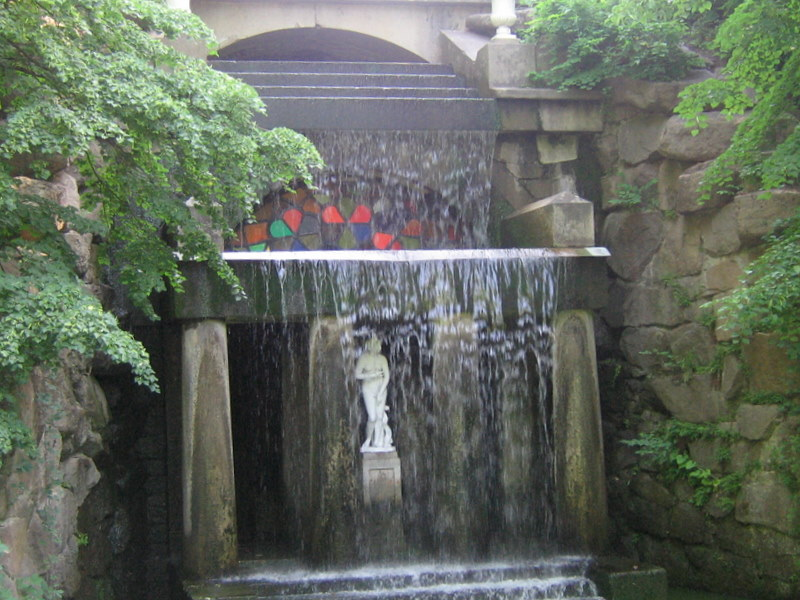
Thetydion (Grota Wenus)
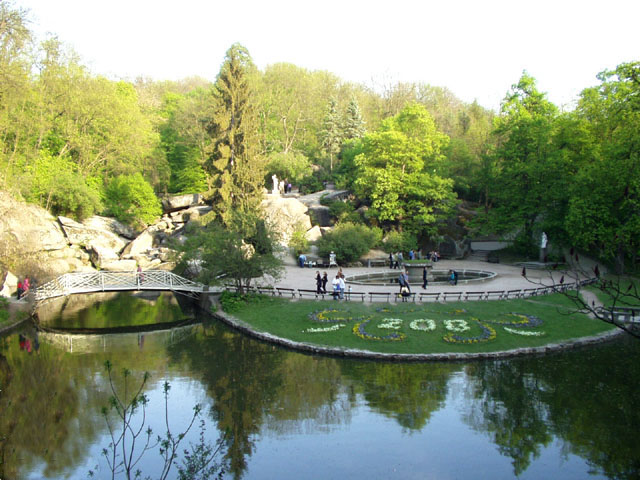
Półwysep Reunion
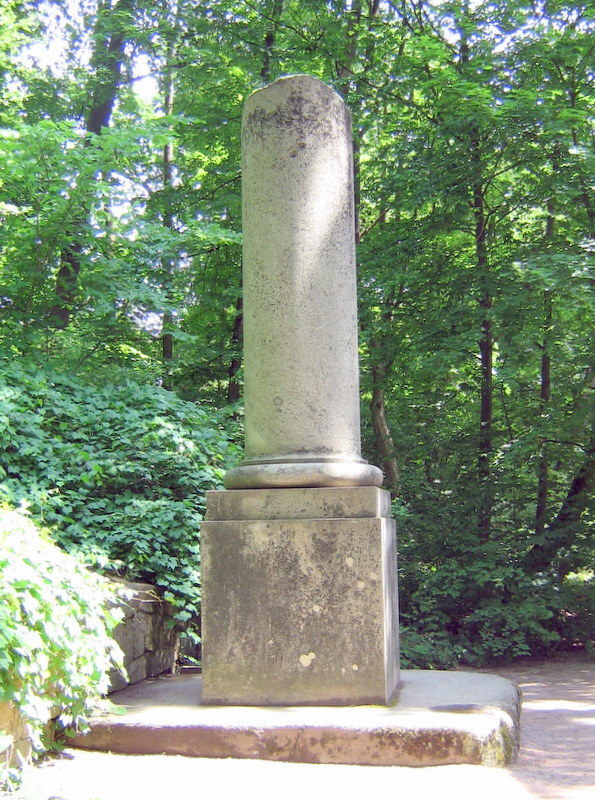
Złamana Kolumna
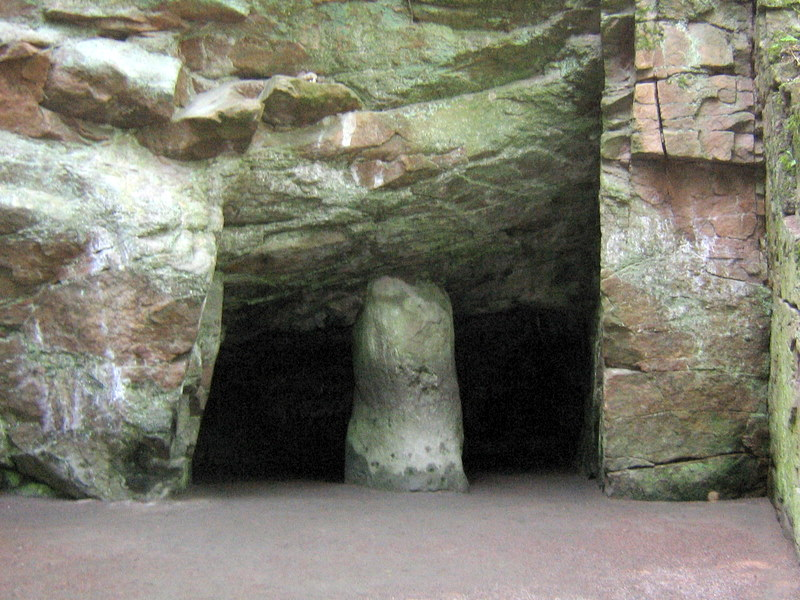
Grota Kalipso
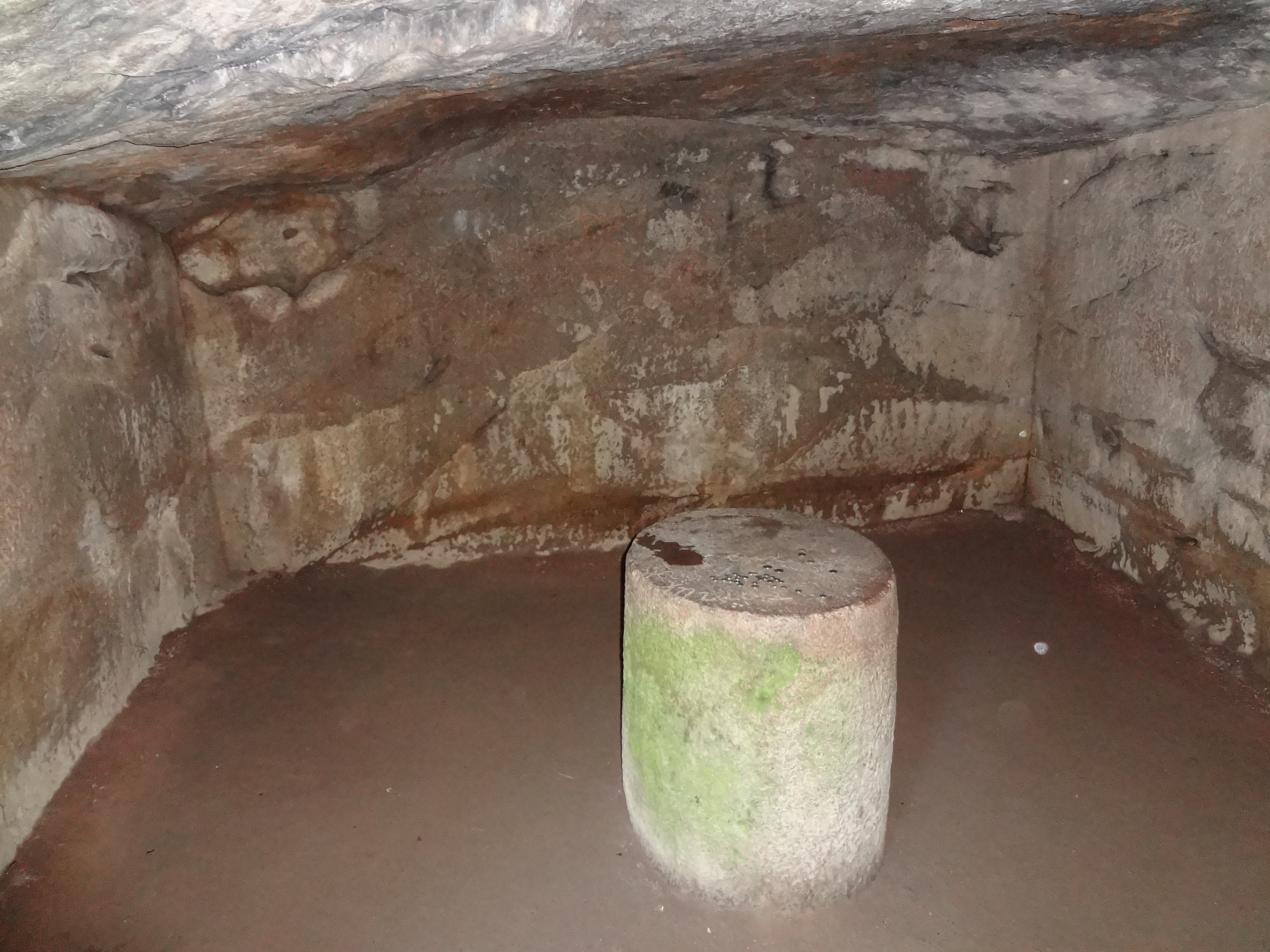
Grota Kalipso
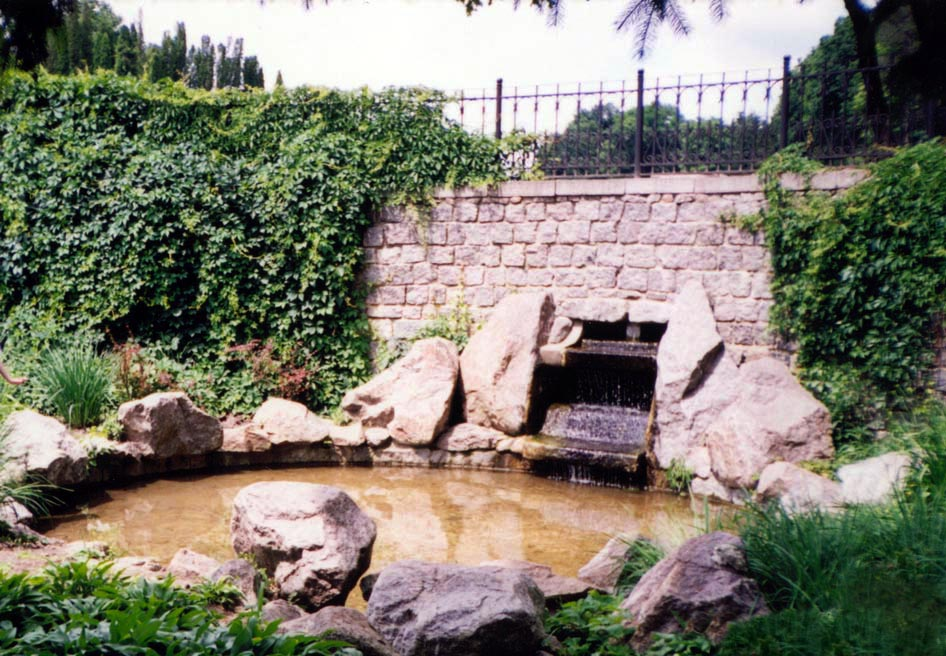
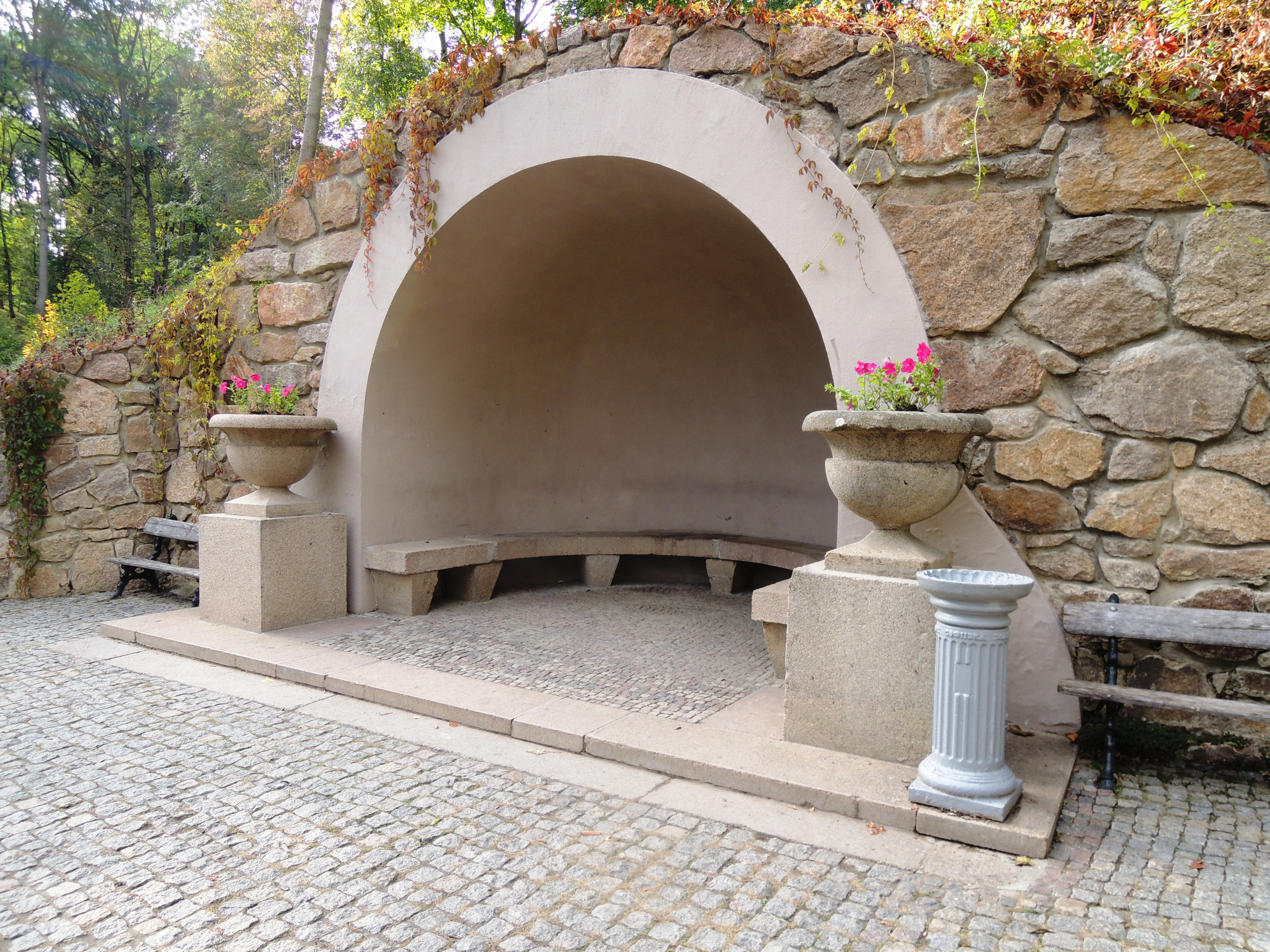
Grota Apollina
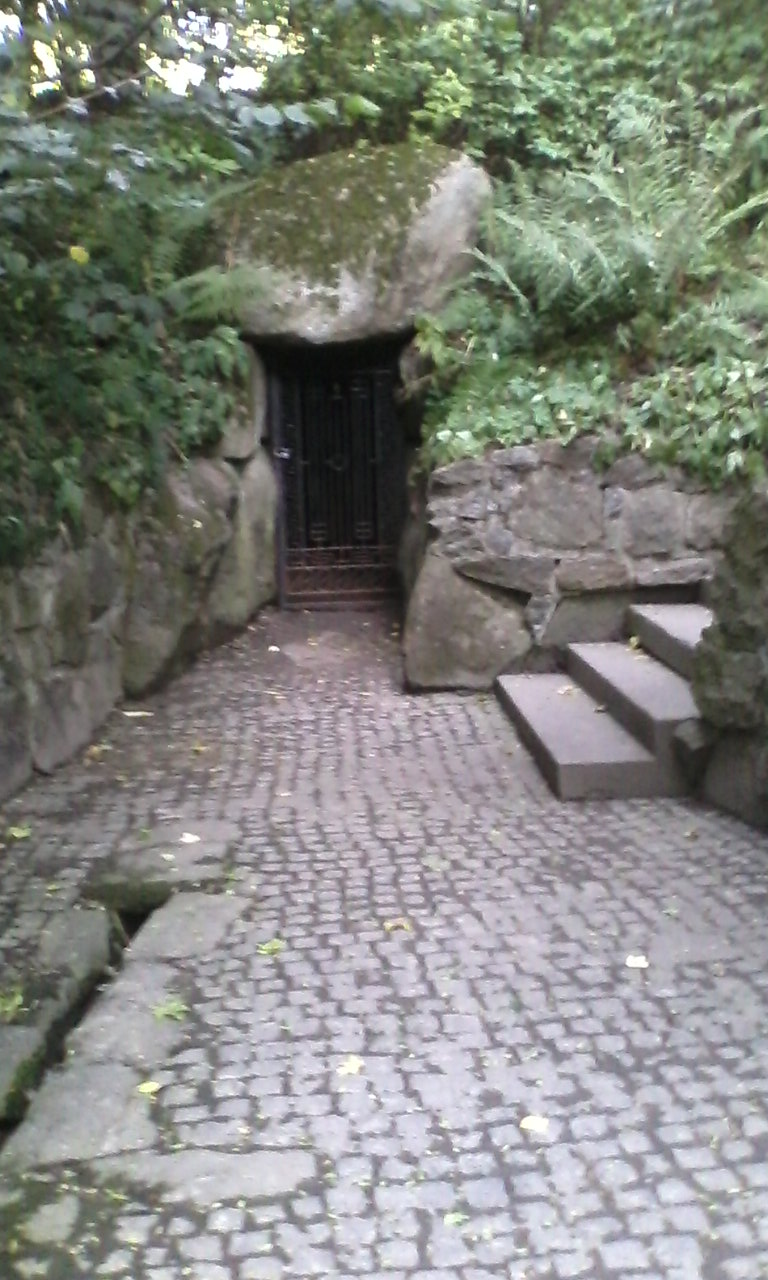
Grota Krynica (Zwierciadła Diany)
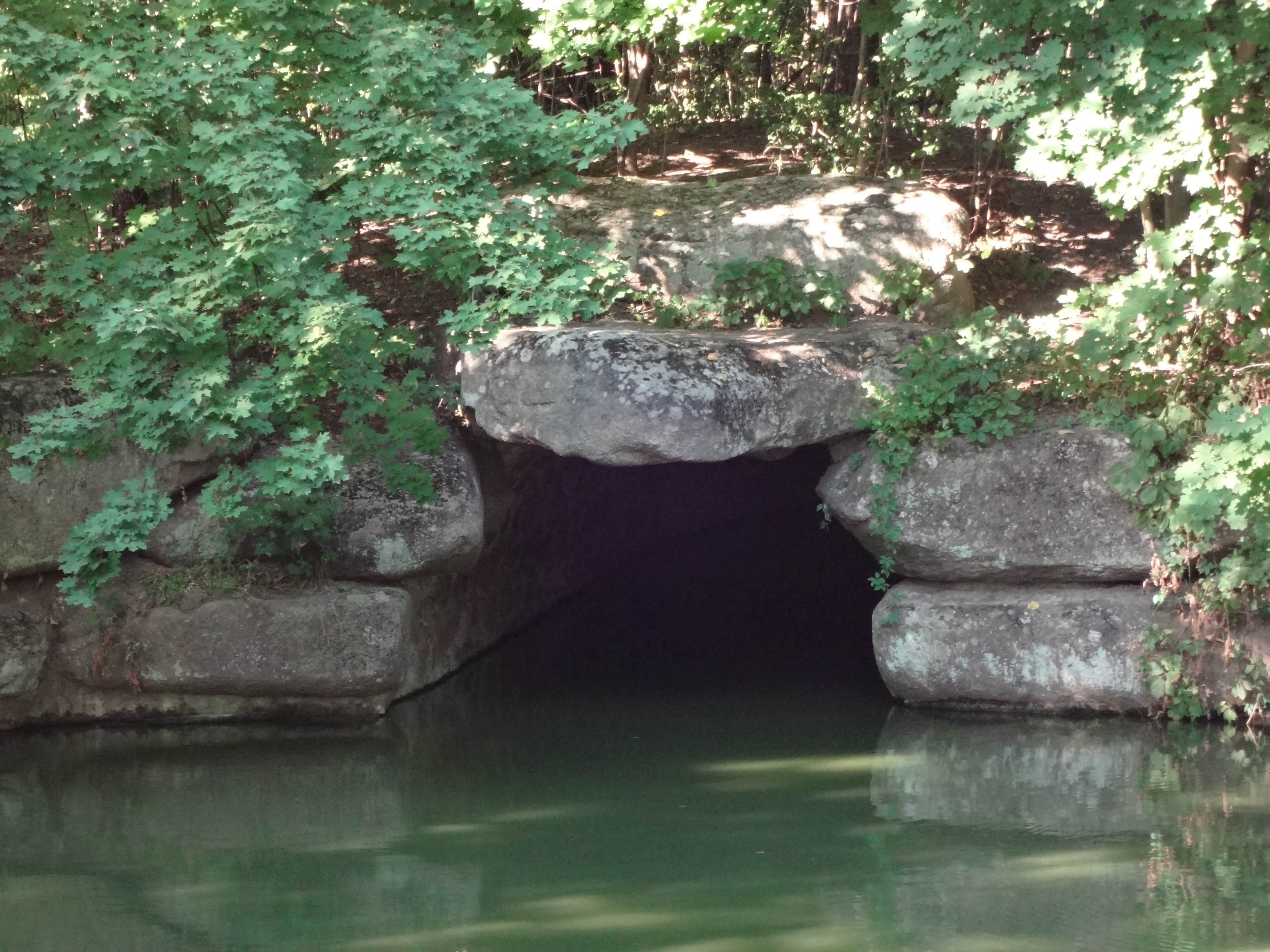
Podziemna "Rzeka Styks"
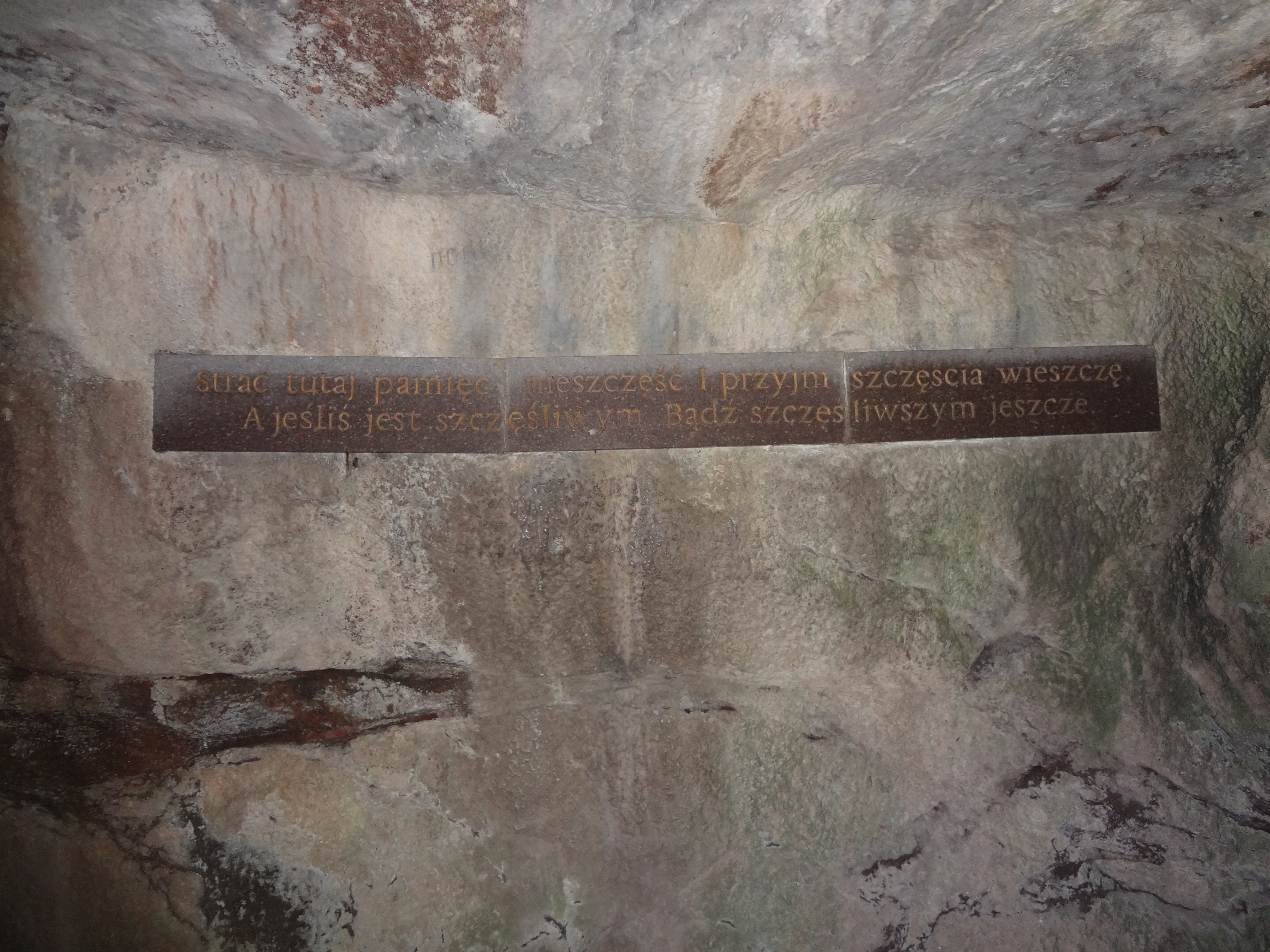
Grota Kalipso z napisem autorstwa Potockiego
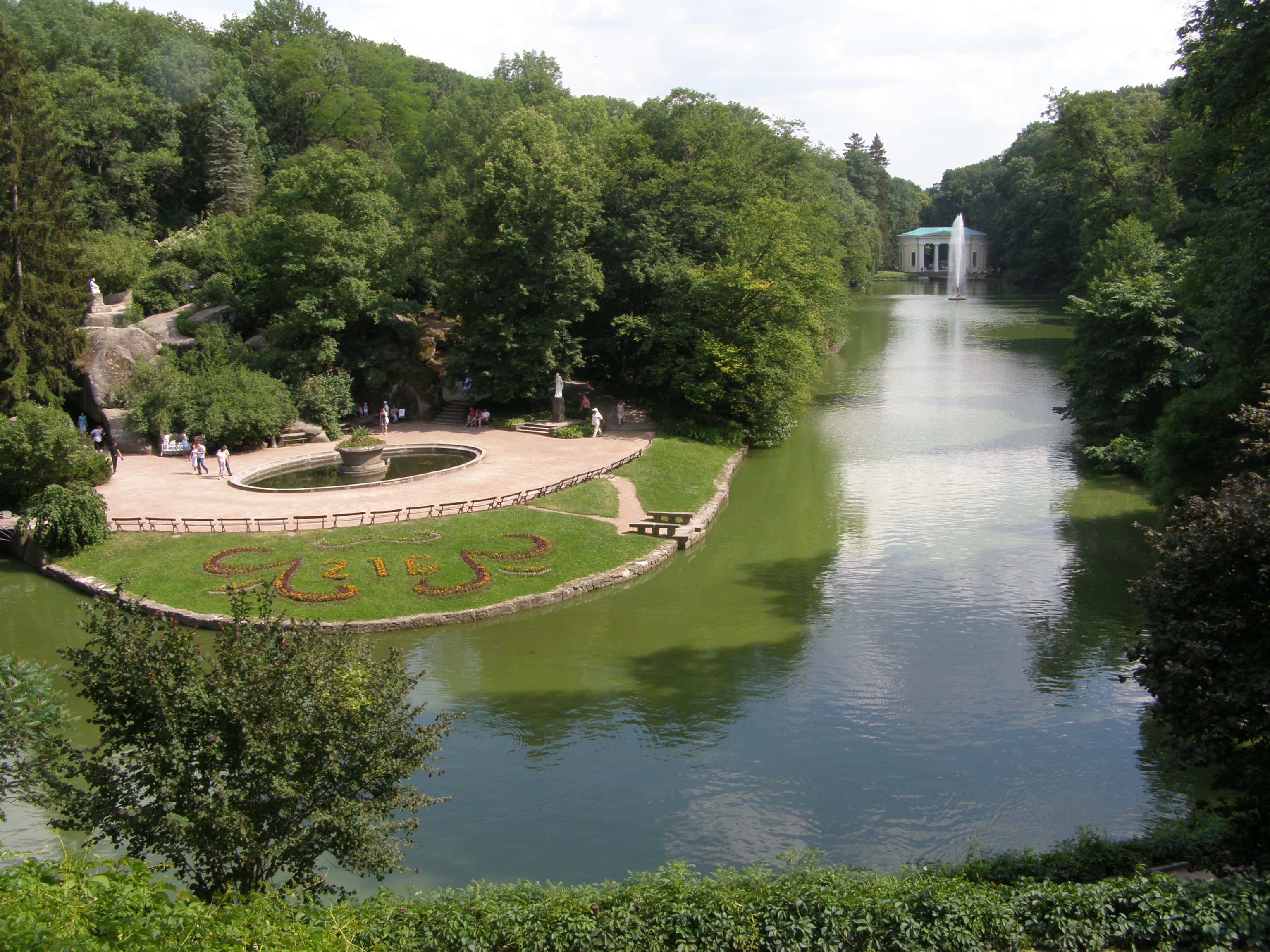
Dolny Staw
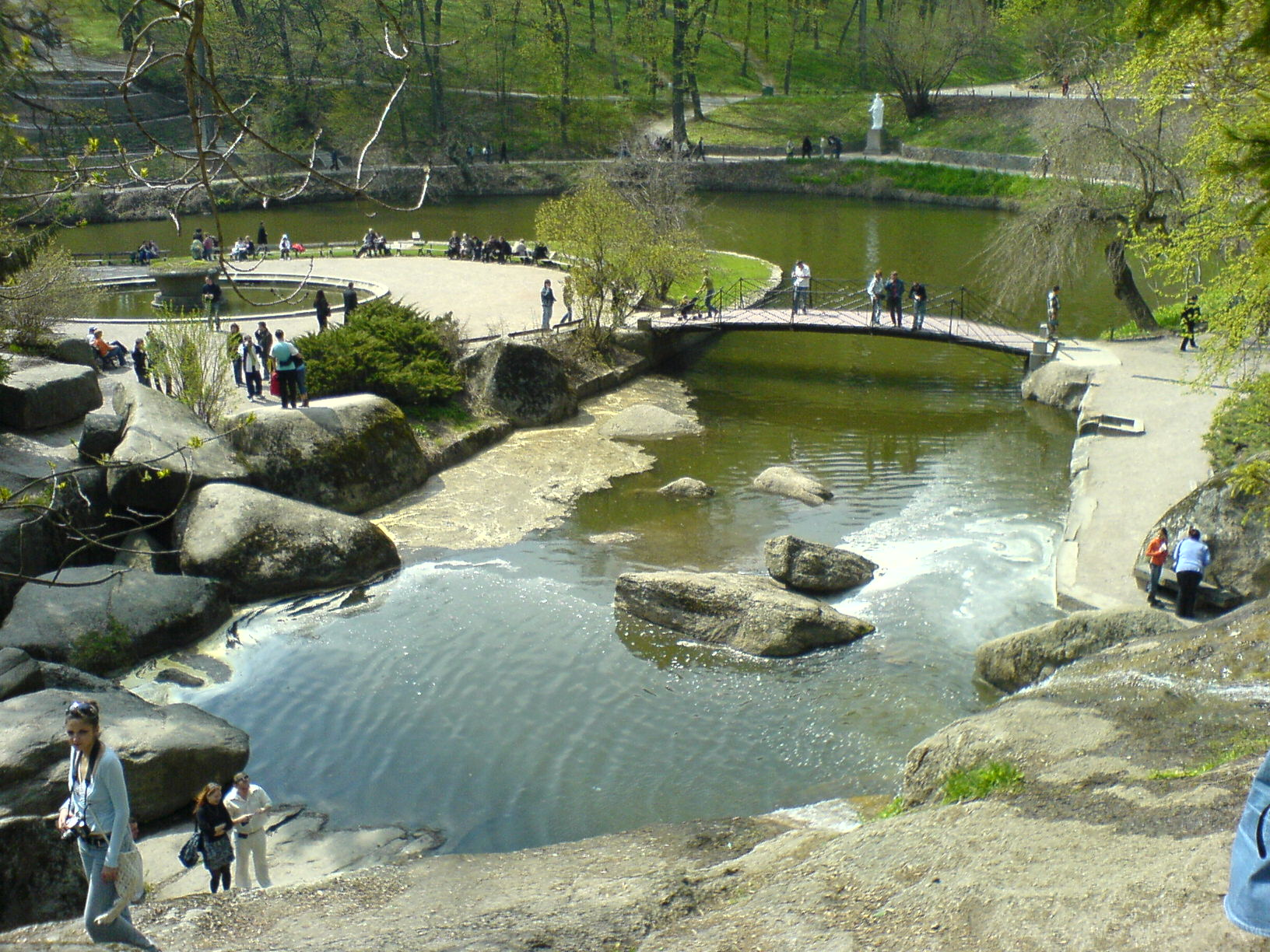
Most Żelazny
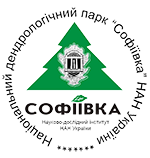